# Mūhime
Mūhime (牟宇姫) (1608 - 17 mars 1683) est une aristocrate membre du Clan Date, épouse d'Ishikawa Munetaka. Son père est Date Masamune, et sa mère la concubine de celui-ci, Oyama-no-Kata.

## Biographie
Mūhime est née en 1608, au Château de Sendai, deuxième fille – neuvième enfant au total – de Masamune ; sa mère est la fille de Shibata Muneyoshi .
Le 25 mars 1619, à l'âge de douze ans, elle épouse Ishikawa Munetaka.
Masamune s’inquiète pour Mūhime après son mariage, et on a conservé des lettres courtes et tendres qu'il lui a écrites deux ans plus tard.
En 2024, le musée de Kakuda lui consacre une exposition,,.

## Source de la traduction
- (en) Cet article est partiellement ou en totalité issu de l’article de Wikipédia en anglais intitulé « Muuhime » (voir la liste des auteurs).